# ساموا الأمريكية في الألعاب الأولمبية الصيفية 2012
من المقرر ان تدخل ساموا الأمريكية للمنافسة في دورة ألعاب أولمبية صيفية 2012، لندن المملكة المتحدة، في الفترة من 27 يوليو - 12 أغسطس 2012. وستشارك ب 6 رياضي في 4 رياضة